# Dyckia domfelicianensis
Dyckia domfelicianensis är en gräsväxtart som beskrevs av Strehl. Dyckia domfelicianensis ingår i släktet Dyckia och familjen Bromeliaceae. Inga underarter finns listade i Catalogue of Life.